# 純電動車

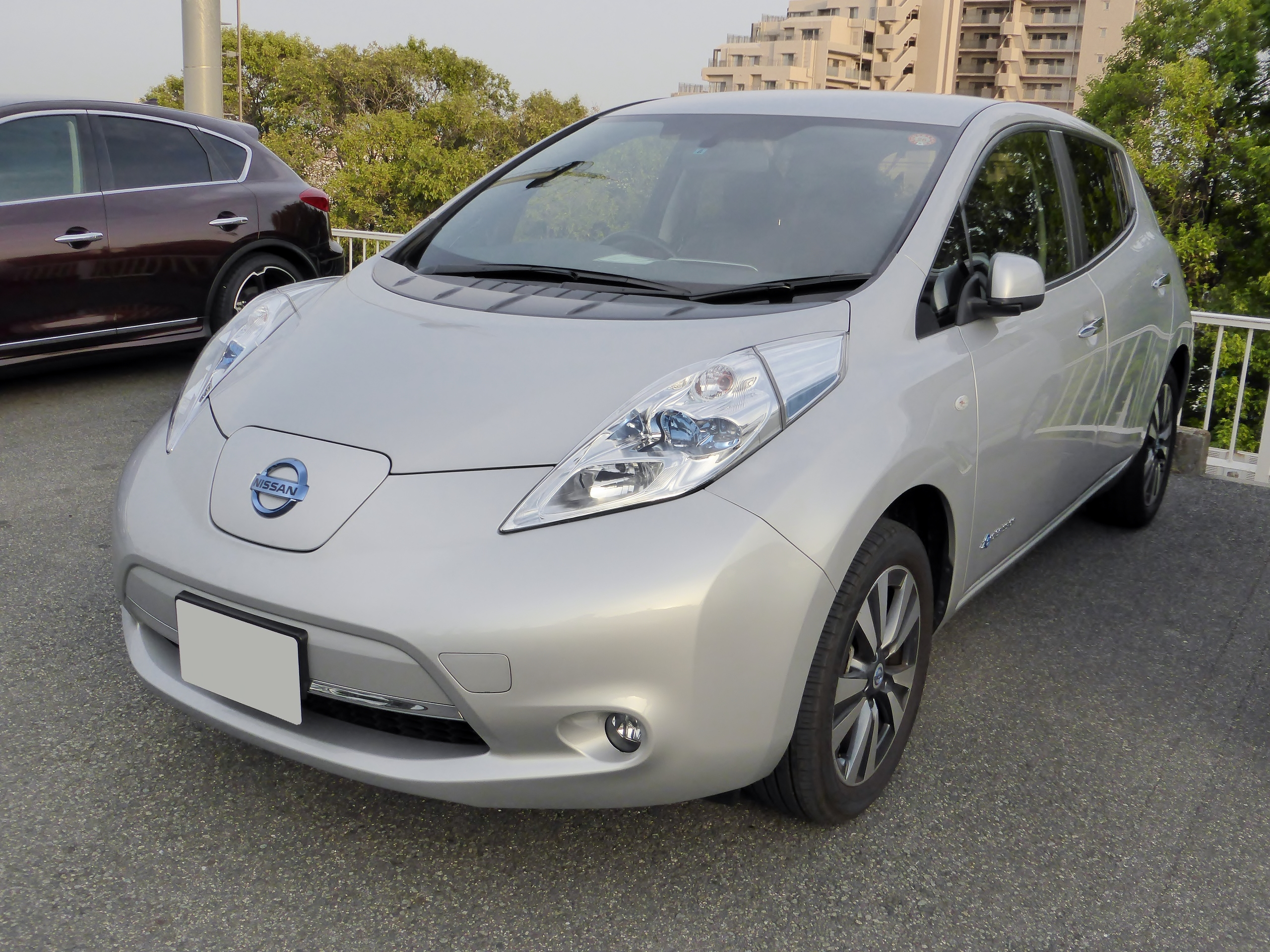
日產聆風，2012年二月時是全球銷量最高純電車，總銷量約2萬2千台。

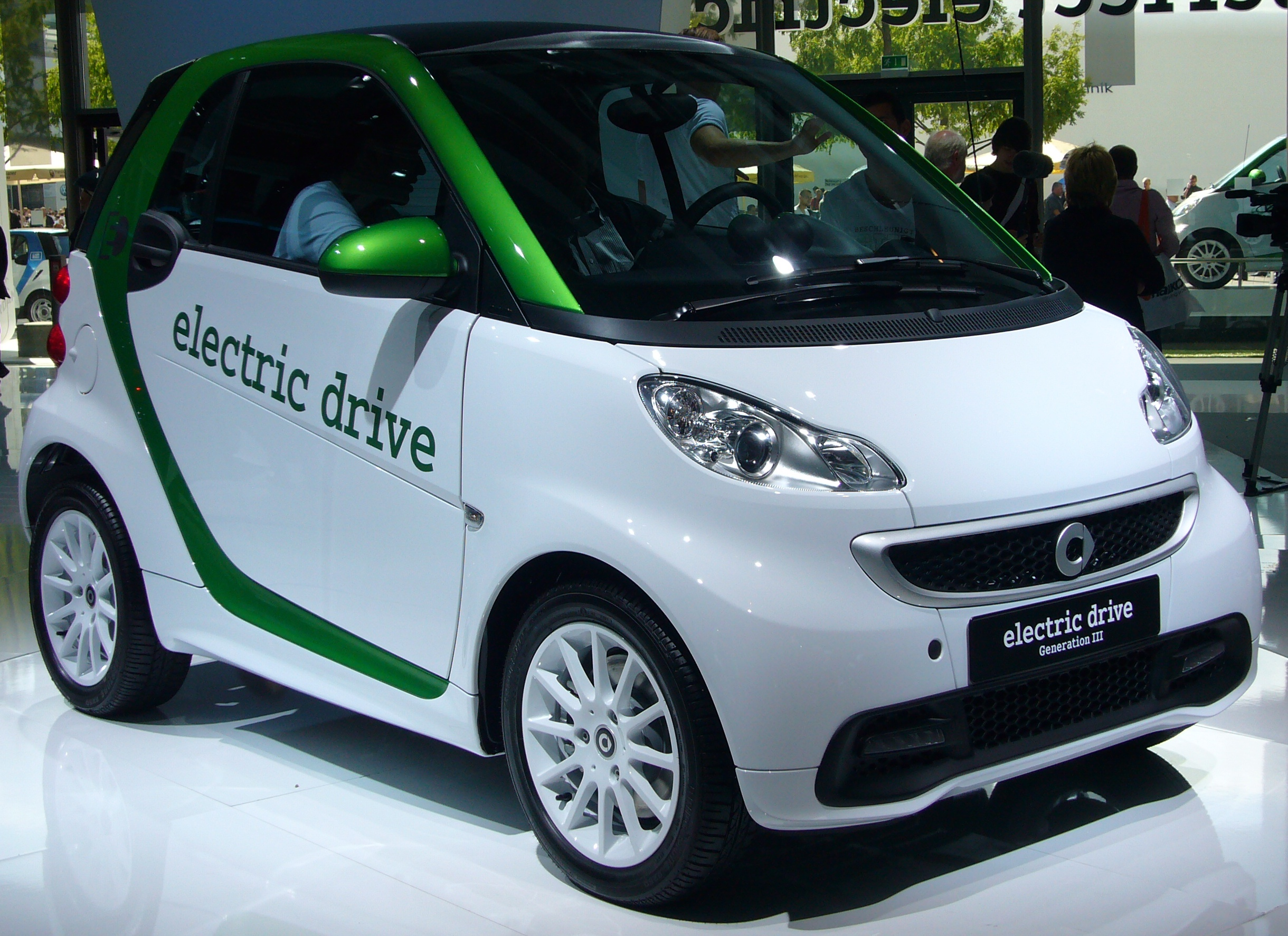
德國2011年發表的
第三代Smart ED

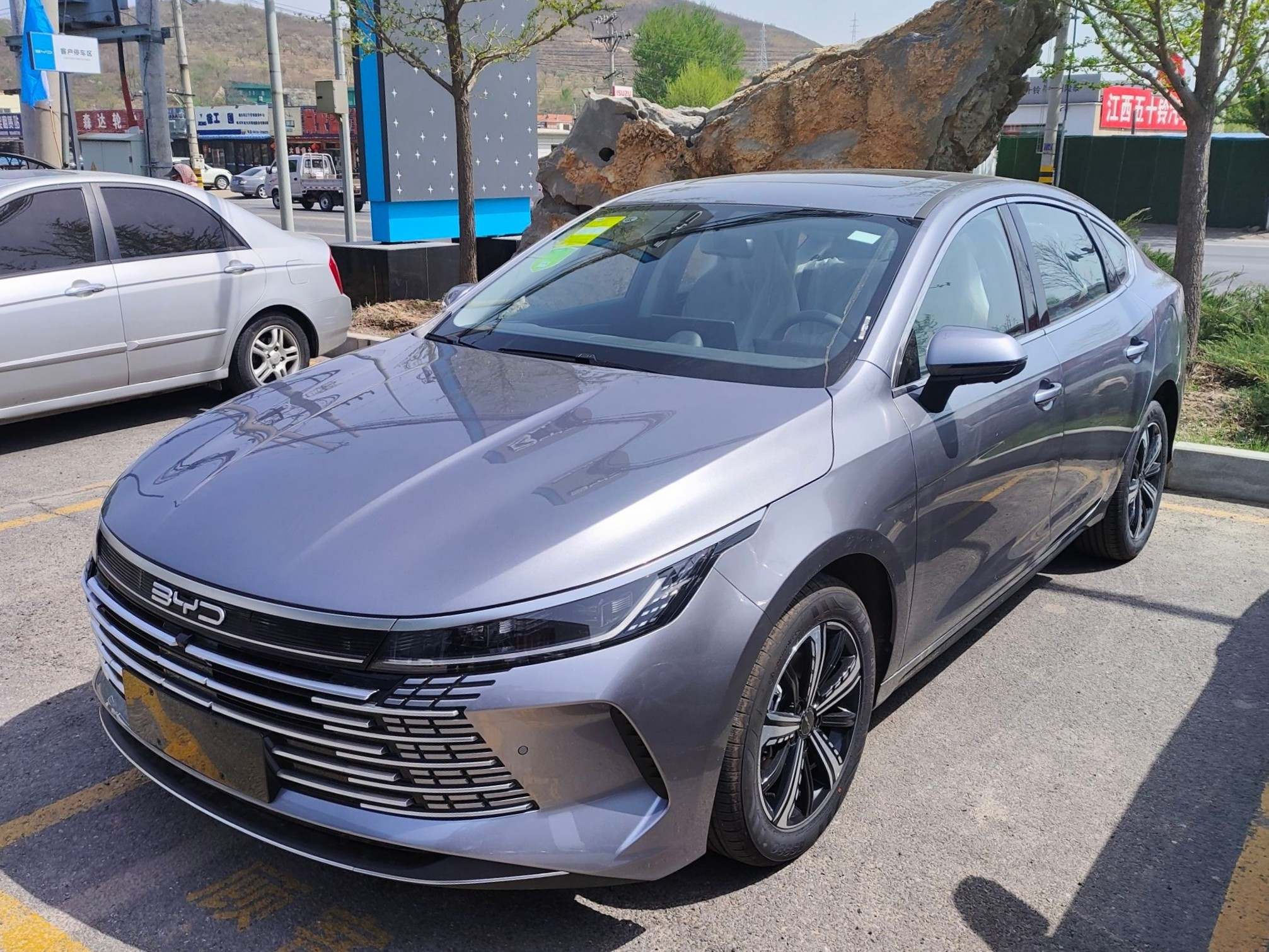
2023款比亞迪驅逐艦5
截至於2024年比亞迪成世界產量第一電動車廠，年產量超300萬輛

純電動車（英語：pure electric vehicle）又稱電池電動車（battery electric vehicle，缩写：BEV）或全电动车（all-electric vehicle），是指完全依赖车载蓄电池组为電動機供电产生动力的車輛，而電池的電量由外部電源補充能量，媒體常簡稱作「電動車」，故常與其它電力来源（如架空电缆）驱动的通勤車輛（如無軌電車）混淆。
汉语中常用的“汽車”一詞其实是指使用揮發性燃料（如汽油）的热机（主要是內燃機）车辆，因此純電動車并不是汽車。純電動車自身不排放廢氣，因此不會污染行經路面周遭的空氣。電動馬達在低速、加速能力及能量效率十分傑出，因此純電動車應用在頻密地加減速的工作車輛（巴士高扭力需求的車輛等）時效率特別高。燃油汽車在暂时停車（比如等待信号灯或遇到交通堵塞）時引擎仍然需要怠速轉動，如此就白白浪費燃料，同時產生不必要的碳排放及污染；相比之下純電動車在停車時電動機完全靜止，沒有不必要的能量消耗，而且在制動及下坡時可以回收動能以回充電池，提高能量效率，同時減少零件機械損耗，增加可靠性及減少維修的需要。在交通擁擠環境下有特別好的能源效益，對環境污染也較低。
但電動車也會產生不少污染及碳排放，純電動車的排碳主要在其生產過程，特別是電池的製造過程，碳排量比起燃油汽車的製造過程多很多；產生電力給純電用車充電也產生相當碳排放，排碳量視發電方式而有所不同。在整個純電動車的生命週期，包括製造、供電及棄置後的處理等，車所產生的碳排放是否比燃油汽車多要視乎供電給純電動車充電的電源碳排放量多少而定，例如燃煤發電的二氧化碳排放是820g/kWh，天然氣是490g/kWh，太陽能光伏是48g/kWh，聚光太陽能熱發電是27g/kWh，風力發電是12g/kWh。，要真正減少碳排放不是單單使用純電動車就能達到，還要採用潔淨能源發電。

## 原理
純電動車以蓄電池為車輛提供電力給電動機，電動機把電能轉化為動能，推動車輛，結構上非常簡單，電池模組一般配置在底盤，側撞車輛重心比較低，也會加強提高安全性。特別是電動機在2萬轉內都能有效提供扭力，只需要結構可靠的單速變速箱傳遞，方式可以是像傳統車輛般經差速器傳動到車輪，較新的作法是每個推動輪各自有一個電動機，電動機則直接推動車輪，更省減了差速器與驅動系統，保養車輛的工作與成本可以極大的減少。在電動機通常除用作推動車輛外在剎車時也充作再生制動系統的能量轉換器，把車輛的動能回收轉化為電能重新蓄存放電池中，而汽油車只能將其動能在煞車上摩擦浪費掉變成廢熱。因為電動車所使用的電池是蓄電池把能量存於車上，相等於一般汽車的油箱，在電力用盡後也經由車外輸入電源把電池充電，一般來說最好在夜間返家後，接入離峰電力，隔天一早上滿了就可以出發，至停車位再行駐車充電（或稱目的地充電）。若是長途行車則利用快速充電服務或換電服務，通常設於公路服務區或沿路城市中的站點。

### 電池

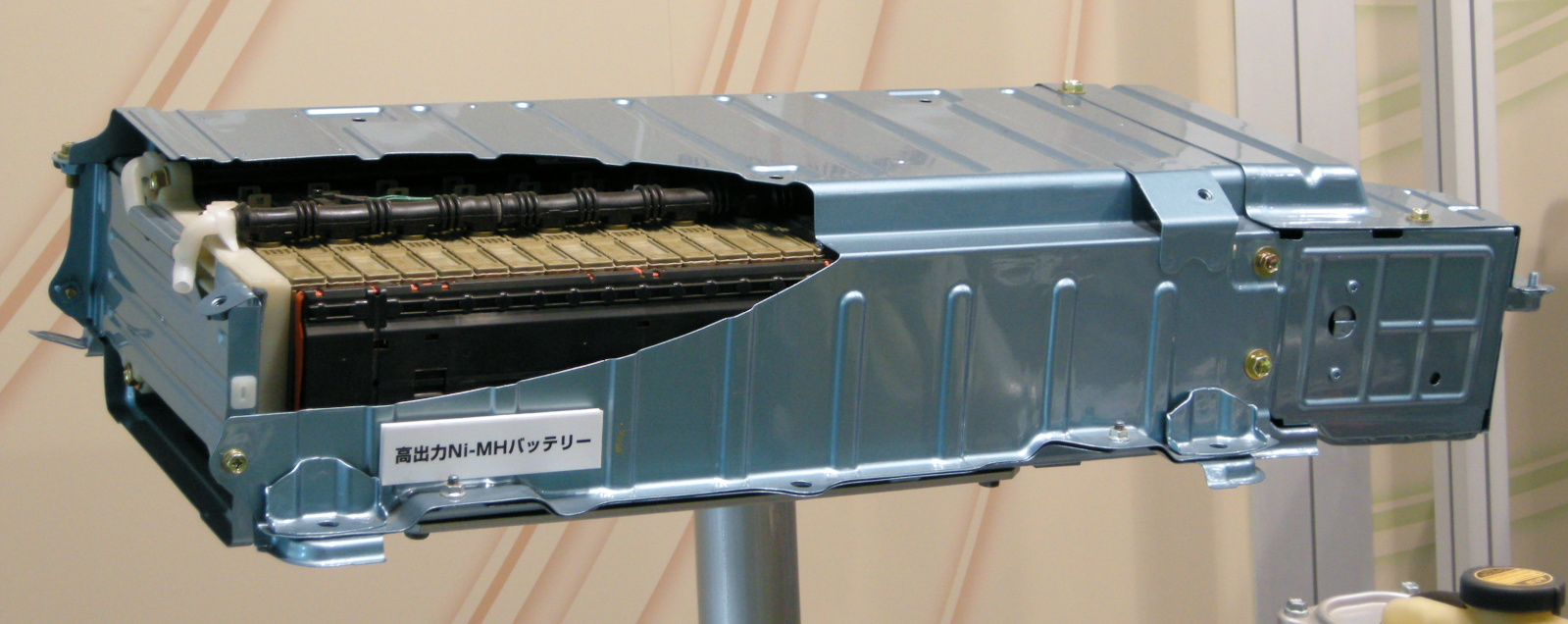
第二代Prius的鎳氫電池

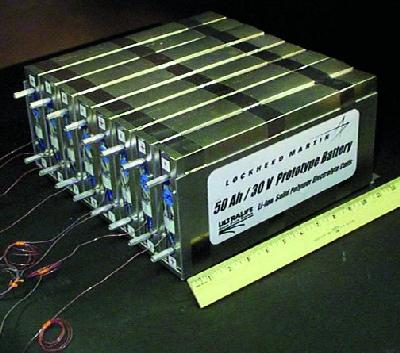
50 Whr/kg 鋰離子聚合物電池樣版。新鋰離子電池能提供130 Wh/kg並有數千次充放電次數。

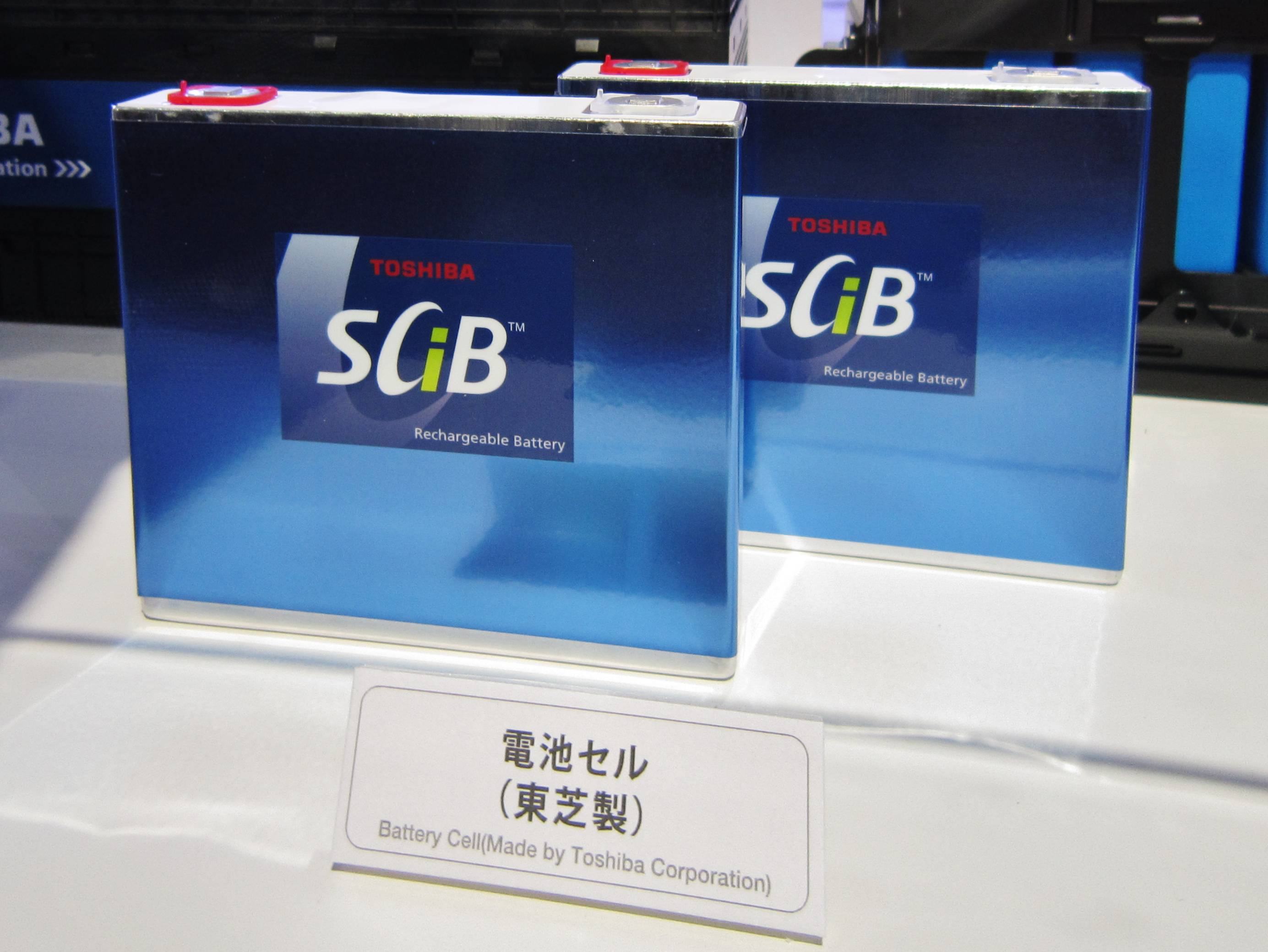
新研發出的鈦酸鋰電池SCiB，在6分鐘內可以充至80%滿，而且長壽，但成本相當高。

電池性能決定了純電動車的最大行程、充電時間。電池成本佔了整體成本相當大的比重，制造電池的排碳量也佔了整個使用週期排碳量相當大部份（43%）。所以電池是純電動車發展的最重要的技術關鍵，重要的電池性能參數有：
1. 電池容量。
這取決於制造電池物質的能量密度，能量密度可以指在一定體積或重量下的儲存能量的多少，在純電動車中，一般較關注的是重量能量密度（Wh/kg），因為重量越大，車輛加速等情況消耗的能量越高。而當外來因素如上坡等需要增大輸出功率時，會使電池容量會變小，使得行駛距離比標稱預期的短。電池容量影響二次充電之間最遠的行駛距離，在合理體積及重量下現今的電池還未能提供純電動車及得上一般汽車的行程。

1. 充電時間。
近年電池技術在充電速度上有突破性進展，一般充電大約需時3至4個小時，某些種類的電池使用專用充電設施的話可以在半小時內充完80%，理論上的未來的電池可在8分鐘充至充滿。新技術使電池能在十數分鐘完成充電，但較慢速的充電方式相對地有利延長電池壽命，部份新研發的電池能令快速充電對壽命的影響降低，而快速充電能力帶來的另一好處是能更有效地在再生制動時，如剎車、落斜時回收並儲起在車輛的動能或位能，能增加實質行駛距離。

1. 電池壽命。
一般的充電電池只能充放電數百次，之後電量就會步入衰減，對純電動車來說，續航350公里的車款循環1000次，即僅駕駛30萬公里之後電池老化，顯然並不足夠耐用，所以使用在純電動車的電池都針對電池壽命作出改進。影響電池壽命的因素除制造電池的物質及電極外，同一電池在不同使用條件下，電池壽命也有不同。在不同的電量狀態下，以不同的電流充電或放電會對電池壽命有不同影響；放電低於某一水平及充電至高於另一水平都會對電池壽命有損害，也即在剩餘電量不太高也不太低的一個"窗口"內充放電才不至損害電池壽命，而且這個窗口的大小會因放電電流或充電電流的變化而改變，基於這個原因，Tesla讓用家可自行設定充電至在未完全滿的較低容量時就停充，以延長電池壽命。[12]在混合動力車上在需要時可以即時由發電機向電池充電，使電池保持在理想電量之內，大幅延長電池壽命，有些型號的電池大多可使用超過10年。但在純電動車上不可能在電池需要充電時就馬上有充電用的電源，而電動車本身的行程就已不太足夠，要預留一部份電量有用就變相減少電池可用電量。所以制造商在增加電池容量的同時，也研究如何增加不會損害電池壽命的電量範圍。此外，工作溫度影響著電池的能量轉換效率，電池能量轉換效率提升，充一次電能行走更遠距離，相同距離的充電次就可以減少，因此也同時影響電池壽命，過熱過冷也會影響電池的能量轉換效率，在極端的低溫情況，電池效率可低至原有的50%。[13]日產汽車是第一家生產產對電池提供有限保養，若電池在5年內或行走少於60,000里後容量少於70%，廠方將提供全新或翻修電池替換。[14]Tesla沒有提供類似保證，但整體上Tesla的純電動車電池壽命比預期好，Roadster預期5年後或行走50,000里後電池容量會剩下70%，而根據一美國組織Plug In America研究，在2013年（也即Roadster投入市場5年後）根據126輛Roadster的數據，在平均行走了100,000里後電池容量仍然有80-85%。Model S的數據也理想，根據84輛Model S的數據，在行走了30,000里後電池容量仍有95%，而當行走到50,000里後更有94%，以此推算，行走100,000里後應可有92%。[12]

現今純電動車所使用的電池有鎳氫電池或鋰離子電池，兩種電池都可以回收再用做儲能等用途，報廢也可以提煉出回收金屬。
- 鎳氫電池（Ni-MH battery）是指以鎳及能吸收儲存、释放氫離子的金屬組成的電池。鎳氫電池較重，能量密度（30-80 Wh/kg），比鉛酸電池高，比鋰離子電池低。但輸出功率較低，而充放電效率也不及鋰離子電池，只有60-70%[15]。壽命相當長，這在混合動力車上已得到證實。自放電較大及在低溫下性能較差的問題在近年已大為改進。雖然成本較鋰離子電池低，但由於效率低、較重及充電需時，新的純電動車大多不再使用鎳氫電池。
- 鋰離子電池（Li-ion battery）是以鋰及其他物質組成的電池。鋰離子電池較輕，能量密度高達(200+ Wh/kg)[16]，輸出功率較高，充放電效率高達80-90%，而自放電較鎳氫細少，但價格較鎳氫高。但一般手提電腦、手提電話用的鋰離子電池只有數百次的充放電壽命，即使儲存不使用，隨時間增加容量也會衰減，而且有潛在危險，例如爆炸等[17]。而使用在純電動車的鋰離子電池有別於上述一般鋰離子電池，大幅改充放電次數、存放壽命等問題，缺點是是容量較一般鋰電池略小（但仍比鎳氫電池大[16]）。

現在適合並已用於純電動車的鋰電池有磷酸鐵鋰電池及鈦酸鋰電池。
- 磷酸鐵鋰電池，相對一般鋰離子電池，磷酸鐵鋰電池輸功率較大，充電速度較快，但容量低14%、低溫性能也較差。磷酸鐵鋰電池可有數千次的充放電次數及超過十年的使用期，有的更可以達7000次以上的充放電週期[18]，而且有較佳的化學及熱穩定性，不會爆炸，較為安全。
- 鈦酸鋰電池，相對一般鋰離子電池，輸出功率較大，安全性比鋰鐵電池高[19]，充電速度極高，壽命相當長，但容量有待改進而且成本特別高。

現時有兩間公司研發鋰鈦電池：
- 日本東芝研發的鋰鈦電池SCiB，20Ah電池在4000次1C充放電後仍有80%的容量，5000次後也有75%以上，4.5Ah版本更達6000次10C充15A放電後仍有超過80%，只需6分鐘就能充滿80%容量，除減小等候充電的時間外，也帶來另一重要好處，能極快速充電，配合適當的再生制動系統便能更好地回收車輛行走時的動能及位能，增加行走里程，廠商公報因此鈦酸鋰電池可以以同樣容量走多1.7倍路程。
- 另一特點就是可以在相當闊的溫度範圍使用（-30℃至55℃）。三菱重工的三菱i-MiEV在2011年六月宣布將會改用這款電池，本田的飛度Fit EV也是採用SCiB。
- 另外鋰酸鈦電池為Altairnano的Nanosafe電池，可在充放電15000次，12年後仍保有80%的容量。

由於鋰離子電池優點多，很多新研究都基於鋰離子電池；其他相關的研究有lithium-manganese spinel batteries、Lithium vanadium oxide、Silicon nanowire、silicon nanoparticles及tin nanoparticles。

### 電動機
由於電動機（馬達）的功率重量比較內燃機引擎高，在同樣動力輸出下重量較輕，而且扭力穩定，沒有內燃機引擎在轉速低時扭力大幅下降的缺點。一般汽油引擎的效率只有15%（即所消耗汽油有85%被浪費掉，只有15%用作推動汽車），而柴油引擎略好一點，有20%，而電動車用的電動機則有80%以上，效率比內燃機引擎高很多。
由於電動機的扭力穩定而且較內燃機大，可以不靠齒輪增強扭力就足以直接推動車輪。有些純設計每個車輪都由獨立的電動機推動，電動機放近車輪，每個電動機可以個別調整速度，以保持良好的循跡性能，免卻了離合器、變速器、差速器等機械傳動系統的能量損耗，減輕了車身重量，減低了噪音及震蕩，也省卻了部份機械維護工作，增加了可靠性，而且讓出更多車箱空間，讓車廂內的空間佈局更理想。由於電動機體積小，某些設計直接把電動機裝在車輪之內，這種設計叫輪轂電動機或輪內電動機。
使用在純電動車的電動機有多種，大致分為交流電動機及直流電動機。
交流電動機方面則有交流感應電動機，或是有永久磁鐵的永磁同步馬達。由於電池輸出的是直流電，電供電給交流電動機就需要轉換器把直流轉成交流，設計較複雜，效率也較低。但交流感應電動機有較高的扭力，早期特斯拉的電動車就是採用三相四極的交流感應電動機。
直流電動機方面有傳統的串聯直流無刷電動機，效率約有85-90%，最高紀錄達96%，另由步進馬達衍生出來的開關式磁阻電動機-SRM）。
這些電動機全部都是無刷設計，其成本較高，但效率較也較高，且較耐用及所需保養較少。直流無刷電動機及永磁同步馬達需要使用永久磁鐵，當中直流無碳刷電動機的推動相對較簡單。
特斯拉較新的設計用上了新研發的PMSRM（永磁同步磁阻電動機），首次使用在Model 3的AWD版本中用作推動後輪，而前輪則沿用交流的异步电动机，接著，在2019年後生產的modle S及 mode X 也會在前輪使用PMSRM。PMSRM使用永久磁鐵是一種永磁馬達，部份磁場由永久磁鐵提供，而不是需要耗電的電磁體，因此效率較高、較省電，使用PMSRM的Mode 3 效率可達97%，相比未轉用PMSRM的 Model S 及 Model X 只有93%。

### 電動機輸出控制
純電動車的行駛速度及輸出扭力控制有多種模式，視乎所用電動機種類而定，包括有直流的脈衝寬度調變，
而交流的有頻率調變或電壓調變等，這些方法都是直接改變輸入功率。

### 再生制動
車輛行駛時蓄有動能，是燃油經引擎轉化得來的。一般內燃機引擎車輛在剎車時為使車輛停下來，靠摩擦力把動能傳化為熱能，白白浪費了這些能量。包括純電動車在內的電動車則可以把這些能量回收後存放回電池上，叫作再生制動。原理是轉動中的車輪帶動發電機，把動能轉回電能後蓄入電池。再生制動也可以用在下坡時，等同把上斜路時積聚的位能蓄回電池。一般會用電動機當作發電機，而回收能量的效率約小於20%。

## 性能
Tesla model s使用鋰離子電池充一次電可行大約400km，加速由0至100km/hour（公里/小時）只需3秒。
現今的純電動車性能在多方面都相當不錯，跑車方面，Tesla model s，加速由0至100公里/小時只需3秒，一般房車例如Smart ED0至50km/h是6.5秒，這主要歸功於電動機的性能，但當用在負重較大的用途上時，使用純電動車的還不多，這可能是由於電池的性能及成本所致。在扭力方面是電動機的強項，因此在一般的用途扭力不會是問題。
至於極速，很多純電動車都能達至100km/h以上，像Tesla Roadster一類跑車更達到200km/h以上。
由於電動機的扭力輸出穩定，控制也比內燃機容易，純電動車的行駛較暢順，震動及噪聲也較小；也不需如一般汽車那樣需要經常換檔才能確保有足夠動力。例如Tesla Roadster由靜止到極速只需轉一次檔。

### 行駛距離

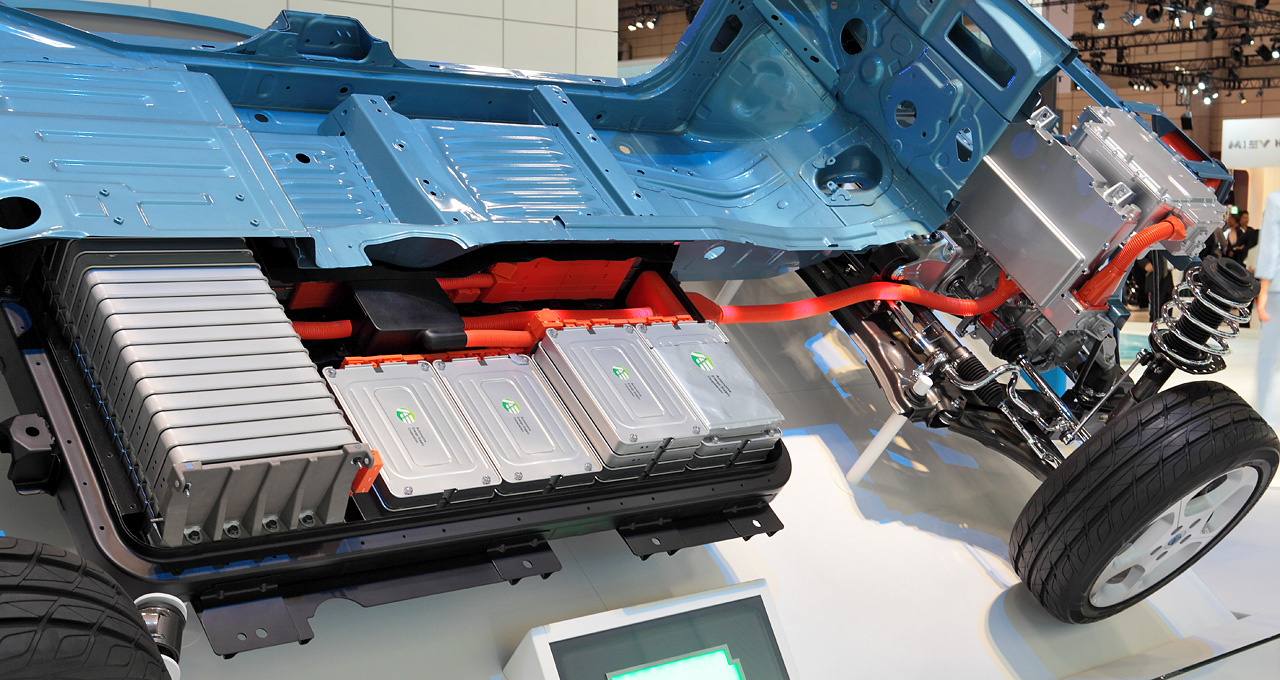
日产聆风的電池組

純電動車的最大行駛距離一向都未如理想，這完全取決於電池的技術及成本。另外由於路面、交通情況、溫度、負重等多種因素都會令電池的效率、容量有變化，行駛距離不可能準確地掌握。因此需要有在不同路面情況下行駛距離的測試準則，在各地區都有自己的純電動車行程距離測試標準，而也有分為一般行走距離與市區行走距離。美國的標準由美國國家環境保護局定立（EPA標準）。
Tesla Roadster充一次電可行320km在當時是相當少有的例子，Model S更可達426km。因為溫度對電池容量有相當影響，Tesla為確保電池在貼近理想溫度下運作，設計了一套電池溫度控制系統，該系統能利用電動機的廢熱在需要時為電池加熱。其他的型號則差很多，一般現在生產中的型號為多於100至200km/h，例如Mini E就只有240km。整體來說，現今的純電動車的行程未及得上一般汽車。

### 加速性能
純電動車的加速性能取決於電池的放電功率大小。早期電動車給人速度不快的印象，但現時純電動車的加速性能已經與一般汽車無異，甚至遠優於引擎，部分性能版本僅需1秒多即可從靜止狀態瞬間加速至100公里以上。

### 充電時間

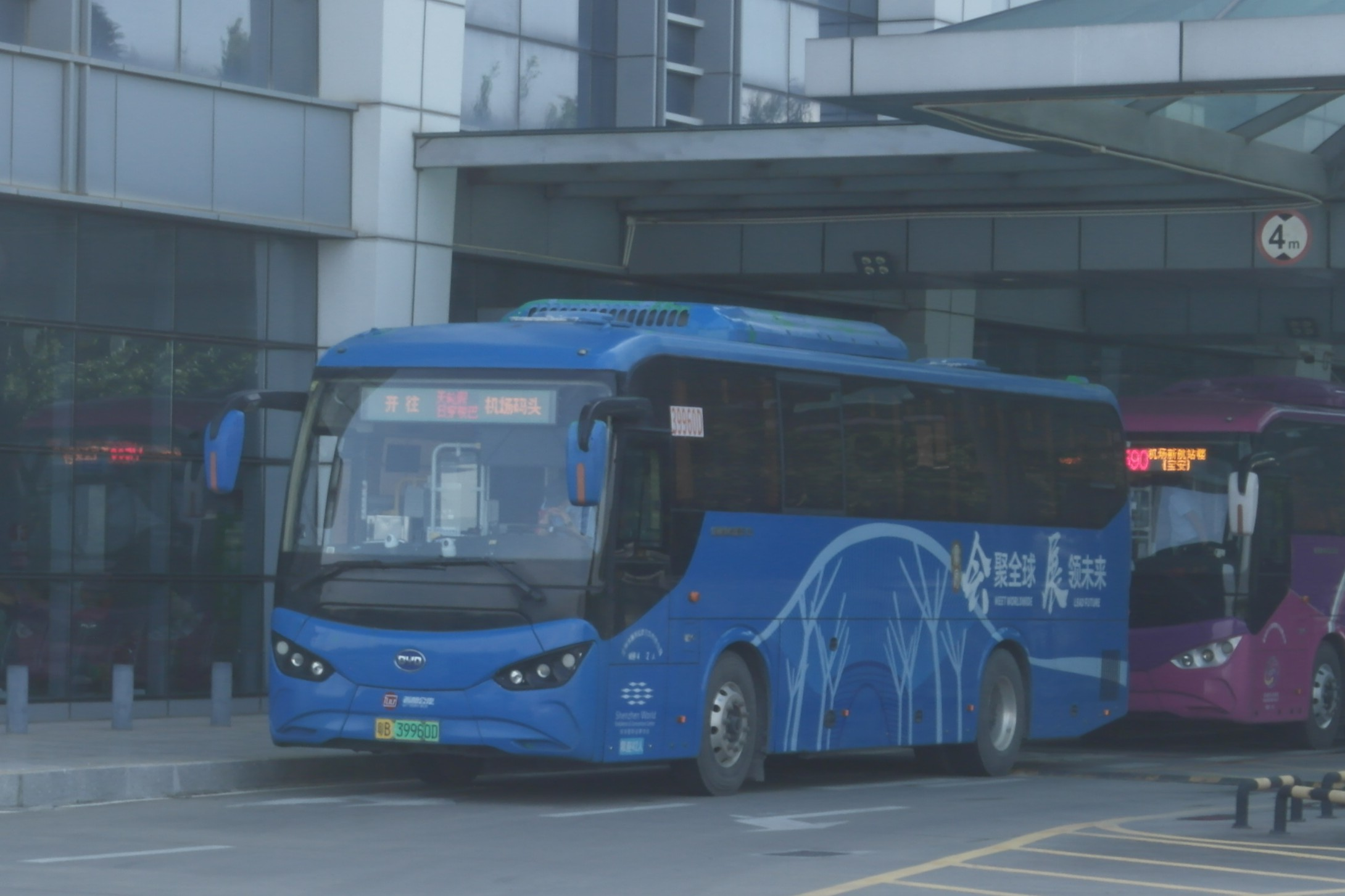
比亞迪電動公車6110-LLEV型，於2023年

歐洲公用充電站標誌

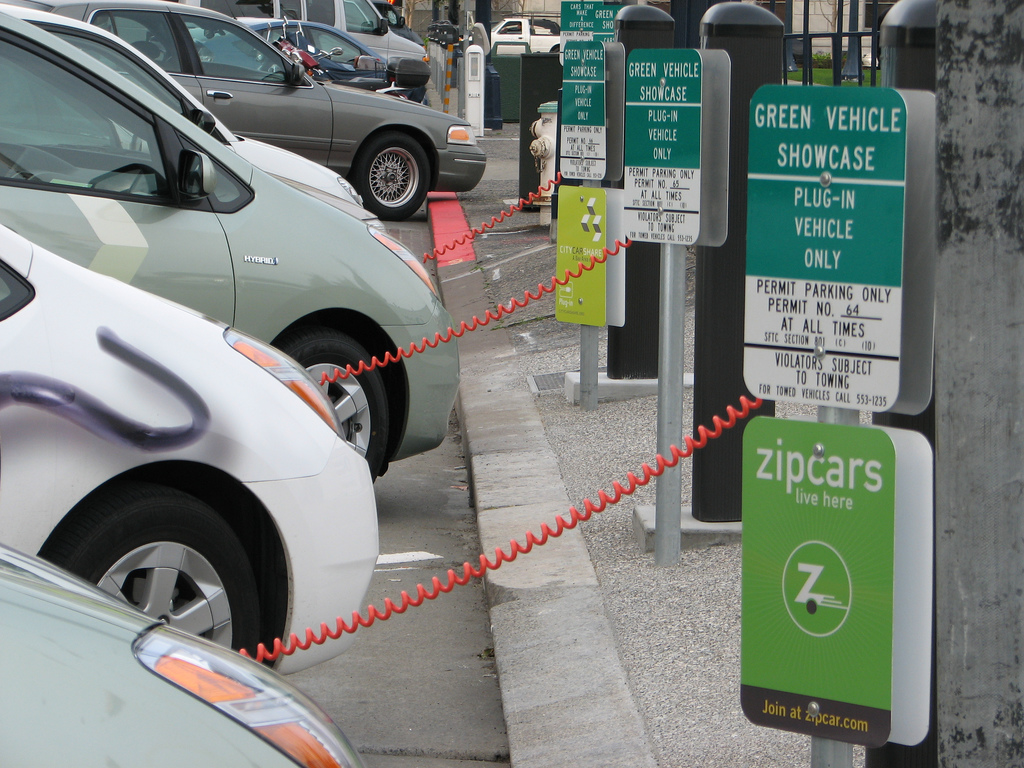
舊金山的公共充電站

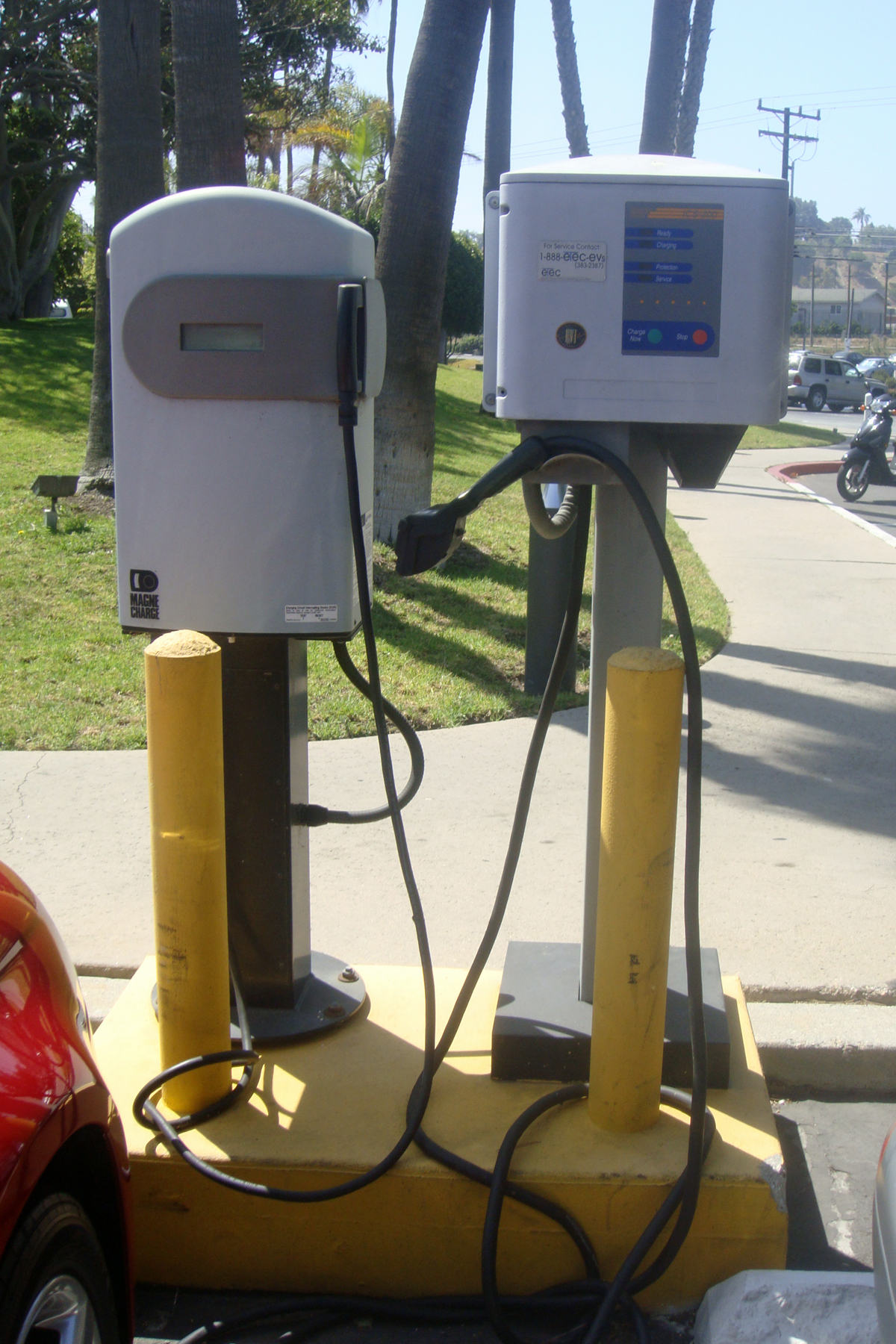
洛杉磯國際機場附近停車場的公用充電站中兩舊款(6kW level2)EVSE（左：感應式Magne-charge gen2 SPI,右：接觸式EVII ICS-200 AVCON.

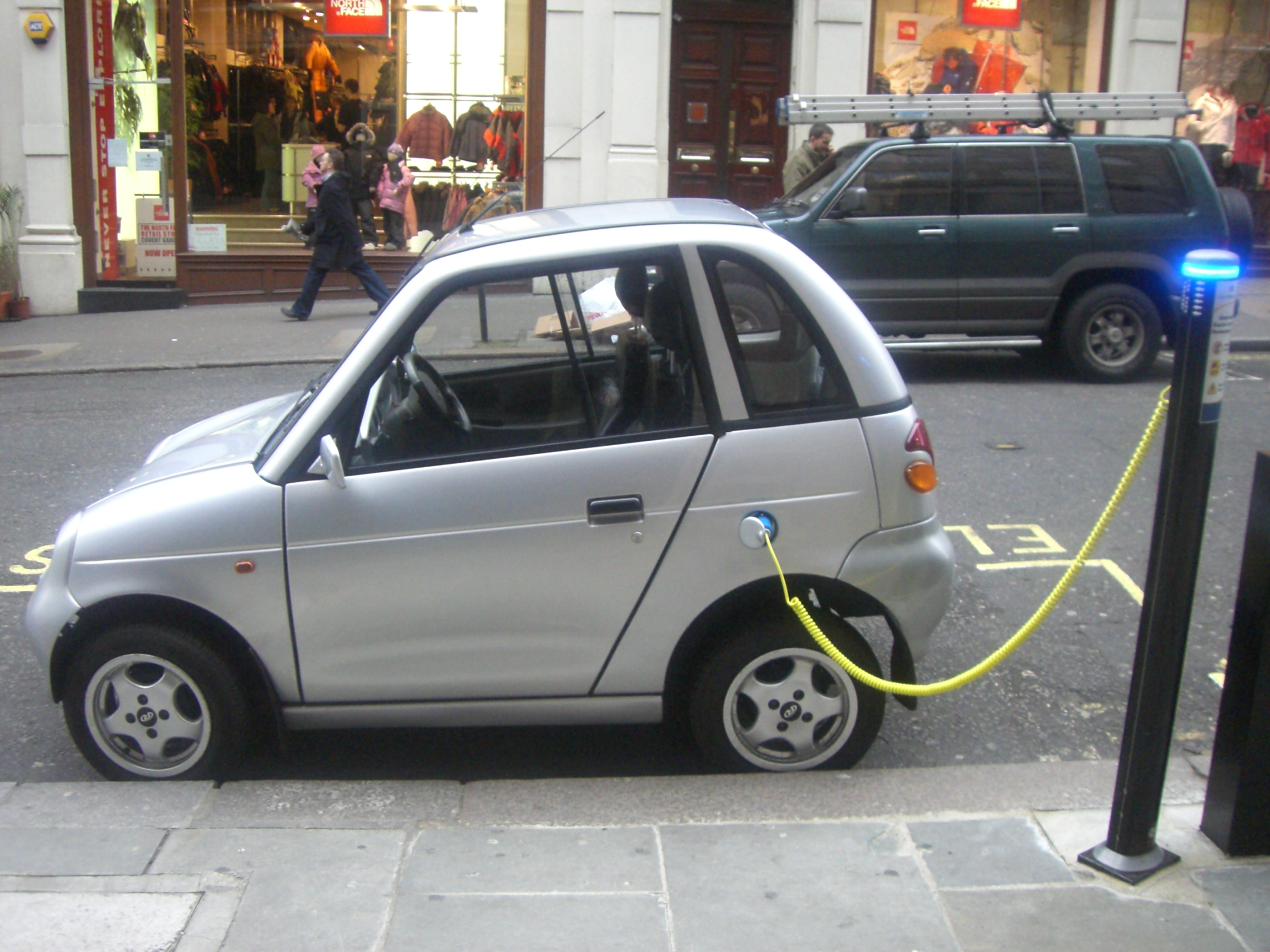
一部REVAi/G-Wiz i在倫敦街頭

理論上，純電動車的電池能在極短時間內充滿（10分鐘內），但快速充電代價是該次充電所得的電量較少，該次的行駛距離會明顯減少，對電池壽命也有不利影響。另一個限制是現時純電動車的充電時間多是受制於輸電網路的輸出功率，如果使用普通插座充電，例如北美國家最大是1.5kW（110V），3kW（240V），歐洲國家多數能夠提供三相電源，可以有20~30kW，充電時間約為7-20小時，僅能滿足日常所需。
如用專用充電配套(50+ kW)，則可以有10分鐘至4個鐘頭的直流快充，甚至5分鐘充電100km，三菱i-MiEV就可以在30分鐘內充電達80%電量。視乎電池種類大小而定。對於部份使用場合，中等的充電速度（50~75kW，城市超充）已經相當足夠，因為純電動車不一定到充電站才可以充電，只要停泊處有輸電網路能及並略為加建配套就能為純電動車充電，使用者可以在到達目的地後開始充電，離開時車子已經充了一段時間電。
有別於一般汽車的入油情況，充電所需時間與電池容量關係不大，因為同一物料的電池，容量大的，充電電流也可相對應加大。

#### 更換電池
除充電外，也有直接換上已充滿的電池，只要設計得宜，只要一兩分鐘就可以完成，但電池成本相對高。用換電池方式的話，除非能制訂固定標準，否則各款車所需電池也不同，若自行多買一兩組則成本很高，若由政府或廠商提供則難以同時在各處存放足夠多款電池。而對汽車及更大型的車輛而言，電池體積同重量也不小，要常更換也不是好主意，而且能快速更換電池的設計很難以低成本兼顧安全性。因此目前更換電池的設計只有機車有實用性。

### 里程焦慮
里程焦慮一詞是源自於純電動車的問題，因為電池剩餘容量不能準確得知，所以當電池電量顯示讀數低時，駕駛者不能足夠精確地掌握餘下電量足以行走多遠。

## 碳排放量及環保議題
純電動車同樣會產生碳排放及污染，不同的是純電動車把污染及排碳轉移到生產的工廠及發電廠，污染排放位置較遠離人口，也有較好的污染控制可以降低整體空氣污染。一般而言，電動車的能源效率較高（「大型發電廠＋電力傳輸損耗＋充電損耗」是優於「小型內燃機＋變速箱損耗」），而且發電廠的排碳量視乎發電方式而有很大差別，例如若使用燃煤發電，純電動車的碳排放會比混合動力車還高。因此純電動車的碳排放不一定較低，這非常取決於所使用的發電方式；純電動車會被強力推廣的原因是希望提高都會區的空氣品質，使用燃煤發電廠的電動車無法降低溫室氣體排放、但仍可大幅降低其他空氣污染排放。
雖然多數燃煤發電廠在離峰時間的效率較低、此時增加負載所增加的碳排放及污染物都很少，離峰時間充電則碳排放相對較小，但也要考慮燃煤發電本身是就是碳排放最高的發電方式，而且僅在離峰時間充電對有里程焦慮的純電動車來說也較難實行，所以終極議題還是增加核能或綠能等發電方式予以搭配。再者純電動車所使用的鋰電池壽命有限，其生產及棄置一樣會衍生化學類環保的議題。

### 碳排放量
電動車碳排放量有兩個源頭，一是車輛的生產過程，二是行駛時需要發電廠提供電力，根據英國電動車時代早期2011年的一個報導，以英國2011年時科技的情況：每度電產生500g二氧化碳（500g/kWh）及10%的汽油是生質燃料下，整個產品生命週期，包括生產、使用過程及棄置，各類車輛所產生的二氧化碳如下：
|                  |                  | 總排碳量估算值（噸） | 生產過程排碳量比例 | 生產過程排碳量（噸，估算值） |
| ---------------- | ---------------- | -------------------- | ------------------ | ---------------------------- |
| 一般汽油內燃車   | 一般汽油內燃車   | 24                   | 23%                | 5.6                          |
| 油電混合動力     | 油電混合動力     | 21                   | 31%                | 6.5                          |
| 插電式混合動力車 | 插電式混合動力車 | 19                   | 35%                | 6.7                          |
| 纯电动车         | 纯电动车         | 19                   | 46%                | 8.8                          |

根據2009年時的產業研究，純電車產生二氧化碳是一般汽車的79%，而混合動力車則是87.5%，但若是在發電結構以燃煤發電為主的情況，例如在中國（2009年可再生能源只佔20%），純電動車的總碳排碳量會比混合動力車還高，即使以水力和風力發電為主例如挪威，純電動車會有略為較佳的碳排放。然而，相關的論述沒有提及如果將燃油在運輸過程中的耗能納入考量（例如將汽油透過管線或油罐車運輸至加油站的過程中之耗能），純電動車與混合動力車的單位里程碳排放量誰高誰低仍然不易直接導出結論。
另一個純電動車的二氧化碳來源是電池，制造電池時產生的二氧化碳佔了整個生產程序的43%。所以純電車若要真正能有助減低碳排放量就要以下四點配合：
1. 增加可再生能源或核能在當地發電量佔比，同時提高發電設施的效率以減小發電過程的二氧化碳。
2. 降低輸電網路的能量損耗。
3. 在離峰時間充電的碳排放會比在尖峰時間充電還要低。
4. 改善電池生產技術，以減小生產時產生的二氧化碳。

### 噪音汙染
相對於汽油車在噪音方面純電動車有壓倒性優勢，尤其在汽車密集的市區減低的噪音總量非常可觀，甚至歐洲議會規定2019年後所有新注册的混合动力和纯电动汽车都必须在 2021 年之前安装 AVAS(Acoustic Vehicles Alerting Systems)人造聲音喇叭。该系统将会在车速低于20 km/h 时启动并发出声音，向周围行人和道路使用者提示电动汽车或混合动力汽车的存在，避免其聲音過小使得行人未察覺有車輛靠近，然而在持續長時間時速50km/h以上的行駛場景時電動車和汽油車的噪音無明顯差別，因為此時輪胎與地面摩擦以及輪體轉動噪音已經居於主要占比，但這些多出現在高速公路或城際郊區的場景。

### 作為储能單元
電動車理論中一直有一項課題是每輛車的巨大電池在電動車普及的社會中可做為電池水庫使用，向電網反向供電，類似水力發電中的抽水蓄能電站，在社會用電高峰時能透過智能電網取用停放不用的車輛儲電，舒緩發電廠尖峰時間的壓力，避免建造更多發電廠的的需求。2024年中國江蘇省无锡進行一場反向充电试验，50台國產電動车30分钟反向放电近1000度，可满足133户居民一天用电，参与此次反向充电响应的车主，可获得累计3000度电的其他時段充电额度，初步探索了電池水庫理論在生活中的商業可行性。
2024年1月起中華人民共和國發改委頒布了《关于加强新能源汽车与电网融合互动的实施意见》的法案，計畫到2025年初步建成车與電网互动技术标准体系，全面实施和优化充电峰谷分时电价，市场机制建设和试点示范必須取得重要进展；2030年车网互动实现规模化应用，智能有序充电全面推广等目標，是世界主要電動車國家中首次以法規型態推動電池水庫的實踐理論。

## 使用情況
- 美國2010年起進行商業分類，礙於電池技術部份電動車車速有限，因此以Neighborhood Electric Vehicle（英语：Neighborhood Electric Vehicle）（NEV）的規格出售，符合美國運輸法例low-speed vehicle（英语：low-speed vehicle）（LSV）的速度限制(40km/h)[42]。車速略為高的則以City speed的規格（60-100km/h）出售。至於性能及得上一般內燃機引擎（Highway capable）的純電動車，則在2015年後開始在市面出售，有小量款式能達到跑車規格。
- 第一條以純電動巴士行走的示範巴士線服務在南韓2011年營運，使用由現代重工集團研發的一輛純電公交車，使用Hankuk Fiber的碳纖維複合材料減輕車身重量。[43][44]
- 美國特斯拉電動汽車公司2022年全球各地工廠總產量達到約135萬輛汽車。[45]
- 2023年中華人民共和國交通运输部科学研究院數據顯示，中國國產電動車產量已經居世界第一，國內使用方面在2014年到2022年八年期间新能源公交车总量从3.7万辆攀升至52.9万辆，占比从6.9%提升至77.1%线路提升至60500条，累计运送乘客超5000亿人次，連帶新能源公交車产销量第一占全球份额超95%，出口量世界第一當年度规模超过7000辆。[46][47]，私人小客車方面截至2023年10月電動汽车社會保有量达1821万辆，占汽车保有量的5.5%，其中纯电动汽车保有量1401万辆。[48]兩輪電動摩托車社会保有量約3.5亿辆，年產量約六千萬輛。[49]
- 2023年底中華人民共和國國務院下屬單位發布《首批公共领域车辆全面电动化先行区试点启动》方案，确定北京等15个城市將啟動公共领域车辆全面电动化，包含公务用车、公交车、垃圾车、出租车、邮政快递车、城市物流配送车、机场用车、特定场景重型货车等领域全面電動車化，同時要建成超过70万台新增充电桩和7800座换电站。[50]

## 外部連結
- 2009年刊登在雜誌"科技縱覽"一篇有關純電動車及混合動力車碳排放電的分析的文章"How Green Is My Plugin? （页面存档备份，存于）"
- 英國減碳車輛聯合會網站Low Carbon Vehicle partnership LowCVP （页面存档备份，存于）
- 東芝鋰酸鈦電池介紹